# Comté de Cotton
Le comté de Cotton est un comté situé au sud de l'État de l'Oklahoma aux États-Unis. Le siège du comté est Walters. Selon le recensement de 2020, sa population est de 5 527 habitants.

## Comtés adjacents
- Comté de Comanche (nord)
- Comté de Stephens (nord-est)
- Comté de Jefferson (sud-est)
- Comté de Clay, Texas (sud)
- Comté de Wichita, Texas (sud-ouest)
- Comté de Tillman (ouest)

## Principales villes
- Devol
- Randlett
- Temple
- Walters